# Closed-end fund
Closed-ended Fund é um fundo de investimento fechado, cujas ações não podem ser vendidas, apenas o fundo pode ser vendido com seu pacote de ações e é negociado como se fosse uma ação. Tem prazo estipulado para ser desfeito, as ações que o compõem serem vendidas e o resultado distribuidos entre os cotistas.
Como é negociado na bolsa de valores, em momentos de mercado vendedor (bear market), o valor do todo pode ser menor que o valor das cotações das ações que o compõem somadas. Por outro lado,em época de pagamento de dividendos o preço da unidade se valoriza. O objetivo da compra deste fundo é especular com sua valorização comprando-o com deságio em relação ao valor individual das ações que o compõem somadas e vendê-lo o mais próximo possível do valor da soma das ações que o compõe. Outra forma de valorizaçao é pela maior procura pelo setor de ações que representa ou pela ocorrer simplesmente um movimento de  alta da bolsa de valores que arrasta com ela os títulos nela listados.
Se ocorrer um deságio muito grande no preço de negociação do fundo em relação à soma dos preços das ações que o compõem, por exemplo um deságio de 70%, ele é compulsoriamente transformado em fundo mútuo.
É diferente dos ETF, onde não há deságio importante.